# Umbeliferon
Umbeliferon, také nazývaný 7-hydroxykumarin, hydrangin, skimetin,, nebo beta-umbeliferon, je organická sloučenina patřící mezi kumariny.
Tato látka silně absorbuje ultrafialové záření na několika vlnových délkách. Existují náznaky jejích antimutagenních a antioxidačních vlastností; z těchto důvodů bývá přidávána do opalovacích krémů.

## Výskyt
Umbeliferon se nachází v mnoha rostlinách z čeledi miříkovitých (Apiaceae nebo Umbelliferae), jako jsou mrkev, koriandr a andělika lékařská, ale i v jiných, například chlupáčku zedním (Hieracium pilosella, hvězdnicovité) nebo hortenzii velkolisté (Hydrangea macrophylla, hortenziovité, kde bývá nazýván hydranginem).
Tato látka je obsažena v pryskyřici rostliny nazývané čertovo lejno. Také se vyskytuje v druhu Justicia pectoralis.

## Biosyntéza
Umbeliferon patří mezi fenylpropanoidy a výchozí látkou jeho syntézy je tak L-fenylalanin, vznikající v šikimátové dráze. Fenylalanin se působením fenylalaninamoniaklyázy přeměňuje na kyselinu skořicovou, která se následně hydroxylací pomocí cinamát-4-hydroxylázy mění na kyselinu 4-kumarovou. Tato kyselina je znovu hydroxylována, tentokrát cinamát/kumarát-2-hydroxylázou, na kyselinu umbelovou (2,4-dihydroxyskořicovou), u níž dojde k rotaci nenasycené vazby sousedící s karboxylovou skupinou. Nakonec způsobí vnitromolekulární reakce hydroxylové skupiny na C2' s karboxylovou uzavření kruhu a tvorbu laktonu umbeliferonu.
  {\displaystyle {\begin{matrix}{}\\{\xrightarrow {\mathrm {PAL} }}\\{}\end{matrix}}}  {\displaystyle {\begin{matrix}{}\\{\xrightarrow {\mathrm {C4H} }}\\{}\end{matrix}}}  {\displaystyle {\begin{matrix}{}\\{\xrightarrow {\mathrm {C2H} }}\\{}\end{matrix}}}  {\displaystyle \longrightarrow } 

## Umělá syntéza
Umbeliferon se běžně připravuje Pechmannovou kondenzací resorcinolu s kyselinou formyloctovou (získanou z kyseliny jablečné).
Byla vyvinuta novější příprava, založená na reakci methyl-propionátu za přítomnosti palladiového katalyzátoru.

## Ultrafialová fluorescence
Umbeliferon silně absorbuje na 300, 305 a 325 nm a fluoreskuje v ultrafialové oblasti i v modrém světle. Výrazná absorpce na třech vlnových délkách, ve spojení s vyzařováním energie ve viditelné, činí z umbeliferonu vhodnou přísadu do opalovacích krémů. Absorpce se mění v zásaditých roztocích, kde je fenolový hydroxyl deprotonován (pKa = 7,7).

## Použití
Pohlcování ultrafialového záření umbeliferonem má využití v opalovacích krémech a při optickém zjasňování textilií. Také se používá jako optické medium v barvivových laserech. Umbeliferon může být použit jako fluorescenční indikátor iontů kovů, jako jsou měď a vápník. Také může být indikátorem pH v rozmezí 6,5-8,9.
Umbeliferon působí jako inhibitor 17β-hydroxysteroiddehydrogenázy typu 3, enzymu zprostředkovávajícího přeměnu 4-androsten-3,17-dionu na testosteron.

## Deriváty
Umbeliferon je základní strukturou několika přírodních látek. Herniarin (7-O-methylumbeliferon nebo 7-methoxykumarin) se vyskytuje v listech rostliny Ayapana triplinervis a v průtržnících (Herniaria). O-glykosylované deriváty, jako například skimin (7-O-β-D-glukopyranosylumbeliferon) se v přírodě také nacházejí a mají využití ve fluorimetrických určováních glykosidhydrolázových enzymů. K izoprenylovým derivátům patří mimo jiné marmin (ve slupkách grapefruitů a kůře oslizáku líbezného (Aegle marmelos) a furokumariny, například marmesin, angelicin a psoralen.

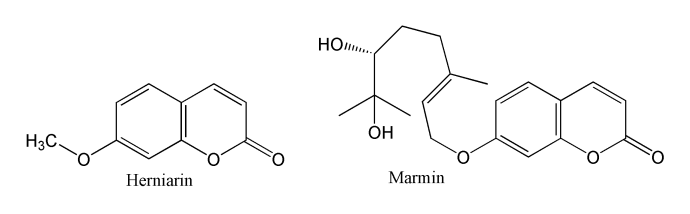
Herniarin a marmin, deriváty umbeliferonu

Umbeliferon-7-apiosylglukosid lze nalézt v kořenech rostliny Gmelina arborea.